# Giải bóng đá hạng nhất quốc gia Bỉ 1897–98
Đây là thống kê của Giải bóng đá hạng nhất quốc gia Bỉ mùa giải 1897-98.

## Tổng quan
Giải có sự tham gia của 5 đội, và F.C. Liégeois giành chức vô địch.

## Bảng xếp hạng
| Vị thứ | Đội bóng                               | St | T | H | B | BT | BB | Đ  | HS  | Ghi chú |
| ------ | -------------------------------------- | -- | - | - | - | -- | -- | -- | --- | ------- |
| 1      | F.C. Liégeois                          | 8  | 6 | 2 | 0 | 30 | 5  | 14 | +25 |         |
| 2      | Racing Club de Bruxelles               | 8  | 4 | 2 | 2 | 18 | 7  | 10 | +11 |         |
| 3      | Léopold Club de Bruxelles              | 8  | 2 | 4 | 2 | 17 | 23 | 8  | -6  |         |
| 4      | Athletic and Running Club de Bruxelles | 8  | 2 | 2 | 4 | 11 | 17 | 6  | -6  |         |
| 5      | Antwerp F.C.                           | 8  | 1 | 0 | 7 | 7  | 31 | 2  | -24 |         |